# 27 robes (bande originale)
 (avril 2025).
27 Dresses - Original Motion Picture Soundtrack, du compositeur américain Randy Edelman, est la bande originale distribué par Varèse Sarabande, de la comédie romantique américaine, 27 robes, réalisé par Anne Fletcher en 2008. Cet album ne reprend que les titres du compositeur.

## Liste des titres
Toute la musique est composée par Randy Edelman.
| 1.    | A Perfect Wedding Day  | 2:39 |
| 2.    | Keepsake               | 1:30 |
| 3.    | Dreams Come True       | 2:35 |
| 4.    | Plans Have Changed     | 1:45 |
| 5.    | Streetwalkin           | 2:00 |
| 6.    | Turncoat               | 2:23 |
| 7.    | Girltalkin             | 2:06 |
| 8.    | George In a Good Light | 1:12 |
| 9.    | Exposed Heart          | 1:43 |
| 10.   | In Central Park        | 1:10 |
| 11.   | Phone Intrigue         | 1:12 |
| 12.   | Sisters                | 1:44 |
| 13.   | A Mad Dash For Kevin   | 2:11 |
| 14.   | Old Black and White    | 1:36 |
| 15.   | Jumping Ship           | 1:14 |
| 16.   | Theme From 27 Dresses  | 1:40 |
| 17.   | Chasing Jane           | 2:08 |
| 18.   | La Vie en Ring         | 0:44 |
| 19.   | Headlines              | 1:16 |
| 20.   | A Kiss Is Not a Kiss   | 0:57 |
| 21.   | Interlude              | 1:48 |
| 22.   | Irresistible           | 0:58 |
| 23.   | Discovering the Diary  | 1:27 |
| 24.   | Intimate Evening       | 0:47 |
| 25.   | Anotha Cuppa Tea       | 1:13 |
| 39:48 |                        |      |

## Musiques additionnelles
- Outre les titres présents, sur l'album, on entend aussi durant le film les morceaux suivants[1] :
  - Be Here Now
    - Écrit et interprété par Ray LaMontagne
    - Avec l'aimable autorisation de Stone Dwarf, LLC (USA) et The RCA Records Label
    - Par arrangement avec SONY BMG MUSIC ENTERTAINMENT

  - Happy Together
    - Écrit par Alan Gordon et Gary Bonner[note 1]
    - Interprété par The Turtles
    - Avec l'aimable autorisation de Flo & Eddie, Inc.
    - Par arrangement avec Cohen and Cohen

  - So Here We Are
    - Écrit par Kele Okereke, Russell Lissack, Gordon Moakes et Matt Tong
    - Interprété par Bloc Party
    - Avec l'aimable autorisation de Vice Music, Inc. / Atlantic Recording Corp.
    - Par arrangement avec Warner Music Group Film & TV Licensing / Wichita Recordings

  - Valerie
    - Écrit par Sean Payne[note 2], David Alan McCabe, Abi Harding[note 3], Boyan Chowdhury et Russell Pritchard[note 4]
    - Interprété par Mark Ronson featuring Amy Winehouse
    - Avec l'aimable autorisation de RCA Records / Allido
    - Par arrangement avec SONY BMG MUSIC ENTERTAINMENT
    - Amy Winehouse apparait avec l'aimable autorisation d'Universal- Island Records Limited

  - Call Me Irresponsible
    - Écrit par Sammy Cahn et Jimmy Van Heusen[note 5]
    - Interprété par Michael Bublé
    - Avec l'aimable autorisation de Warner Bros. Records Inc.
    - Par arrangement avec Warner Music Group Film & TV Licensing

  - Laleh
    - Écrit par Elton Ahi

  - Don't Stop 'Til You Get Enough
    - Écrit et interprété par Michael Jackson
    - Avec l'aimable autorisation d'Epic Records
    - Par arrangement avec SONY BMG MUSIC ENTERTAINMENT

  - Sun/Rise/Light/Flies
    - Écrit par Sergio Pizzorno
    - Interprété par Kasabian
    - Avec l'aimable autorisation de The RCA Records Label / SONY BMG MUSIC ENTERTAINMENT (UK) Limited
    - Par arrangement avec SONY BMG MUSIC ENTERTAINMENT

  - Cow
    - Écrit par John Aston, Michael Aston et Ian Hudson
    - Interprété par Gene Loves Jezebel
    - Avec l'aimable autorisation de Beggars Banquet Records Ltd.

  - Cherry Coloured Funk
    - Écrit par Elizabeth Fraser, Robin Guthrie et Simon Raymonde
    - Interprété par Cocteau Twins
    - Avec l'aimable autorisation de 4AD Ltd.

  - Who Knows
    - Écrit par Natasha Bedingfield et Mike Elizondo[note 6]
    - Interprété par Natasha Bedingfield
    - Avec l'aimable autorisation d'Epic Records et SONY BMG MUSIC ENTERTAINMENT (UK) Ltd.
    - Par arrangement avec SONY BMG MUSIC ENTERTAINMENT

  - Paris Café
    - Écrit par Rick Rhodes et Danny Pelfrey
    - Avec l'aimable autorisation d'Firstcom Music

  - Eastern Spirit
    - Écrit et interprété par Aaron Wheeler
    - Avec l'aimable autorisation de Firstcom Music

  - Unfair
    - Écrit par Diane Warren
    - Interprété par Josh Kelley
    - Avec l'aimable autorisation de DNK Records

  - Hips Don't Lie
    - Écrit par Omar Alfanno, Luis Diaz, Jerry 'Wonder' Duplessis[note 7], Wyclef Jean, Latavia Parker et Shakira

  - Lady West
    - Écrit par Jamie Scott
    - Interprété par Jamie Scott & The Town
    - Avec l'aimable autorisation de Polydor Records Ltd. (U.K.)
    - Sous licence d'Universal Music Enterprises

  - Latinos in Space
    - Écrit et interprété par Joseph Bonn

  - The Sky Is Crying
    - Écrit par Elmore James
    - Interprété par Albert King
    - Avec l'aimable autorisation de Concord Music Group, Inc.

  - Freckle Song
    - Écrit et interprété par Chuck Prophet
    - Avec l'aimable autorisation d'Yep Roc Records
    - Par arrangement avec Ocean Park Music Group

  - Anna
    - Écrit par Simon Kirke
    - Interprété par Bad Company
    - Avec l'aimable autorisation d'Elektra Entertainment Group
    - Par arrangement avec Warner Music Group Film & TV Licensing

  - Bennie and the Jets
    - Écrit par Elton John et Bernie Taupin[note 8]
    - Interprété par Elton John
    - Avec l'aimable autorisation de Mercury Records Limited
    - Sous licence d'Universal Music Enterprises

  - Clarinet Concerto 2nd Movement
    - Écrit par Wolfgang Amadeus Mozart
    - Avec l'aimable autorisation de Firstcom Music

  - Under the Influence
    - Écrit par James Morrison, Stephen McEwan et James Hogarth
    - Interprété par James Morrison
    - Avec l'aimable autorisation de Polydor Records Ltd. (U.K.)
    - Sous licence d'Universal Music Enterprises

  - Big Bounce
    - Écrit et interprété par Dick Lemaine
    - Avec l'aimable autorisation de 5 Alarm Music

  - Like a Star
    - Écrit et interprété par Corinne Bailey Rae
    - Avec l'aimable autorisation d'EMI Records Ltd. / Capitol Records
    - Sous licence d'EMI Film & Television Music

  - Love Has Fallen on Me
    - Écrit par Charles Stepney et Lloyd Webber
    - Interprété par Chaka Khan
    - Avec l'aimable autorisation de Warner Bros. Records Inc.
    - Par arrangement avec Warner Music Group Film & TV Licensing